# United Auto Workers
O International Union, United Automobile, Aerospace e Agricultural Implement Workers of America, mais conhecido como United Auto Workers (UAW), é um sindicato americano que representa os trabalhadores nos Estados Unidos (incluindo Porto Rico) e no Canadá. Foi fundado como parte do Congresso de Organizações Industriais (CIO) na década de 1930 e cresceu rapidamente de 1936 a 1950. O sindicato desempenhou um papel importante na ala liberal do Partido Democrata, sob a liderança de Walter Reuther (presidente 1946-1970). Era conhecido por receber altos salários e pensões para os trabalhadores do setor automotivo, mas não conseguiu sindicalizar as fábricas de automóveis construídas por montadoras estrangeiras no Sul após os anos 1970 e entrou em declínio constante no número de membros; as razões para isso incluíram maior automação, diminuição do uso de mão de obra, movimentos de manufatura (incluindo reação ao Nafta) e aumento da globalização.